# Shepparton
Shepparton es una ciudad situada en la llanura de inundación del río Goulburn en el norte del estado de Victoria, Australia, a unos 181 kilómetros al norte-noreste de Melbourne. En junio de 2018, la población estimada de Shepparton, incluyendo la ciudad adyacente de Mooroopna, era de 51 631 habitantes.
Comenzó como una estación de ovejas y un cruce de ríos a mediados del siglo xix, antes de sufrir una gran transformación como ciudad ferroviaria. Hoy es un centro agrícola y manufacturero, y el centro del sistema de riego del Valle de Goulburn, uno de los mayores centros de riego de Australia. También es una importante ciudad de servicios regionales y la sede del gobierno local y la administración cívica de la ciudad de Greater Shepparton, que incluye los pueblos circundantes de Tatura, Merrigum, Mooroopna, Murchison, Dookie, Toolamba y Grahamvale.

## Historia
Antes de la colonización europea de Australia, la zona estaba habitada por los Yorta Yorta, el pueblo indígena australiano cuyo país abarca la confluencia de los ríos Goulburn y Murray en el actual norte de Victoria y sur de Nueva Gales del Sur. La ciudad de Shepparton y sus alrededores pertenecen al clan Kailtheban de la nación Yorta Yorta.
El topógrafo general Thomas Mitchell fue el primer europeo del que se tiene constancia que viajara por la zona, al cruzar el río Goulburn en 1836 cuando regresaba a Sídney de una expedición para inspeccionar el río Darling y sus afluentes. Siguiendo la recomendación de Mitchell, Joseph Hawdon y Charles Bonney le siguieron dos años más tarde, acampando en el emplazamiento de la ciudad junto al río Goulburn en 1838 mientras conducían el ganado desde Albury a Adelaida.
El primer asentamiento permanente en la zona fue la estación de ovejas "Tallygaroopna", establecida a principios de la década de 1840. En 1843, la estación estaba dirigida por un hombre llamado Sherbourne Sheppard, que dio nombre a la ciudad. Con la llegada de la fiebre del oro victoriana en la década de 1850, la zona se convirtió en un popular punto de cruce del río para los mineros que viajaban hacia el este desde los campos de oro de Bendigo y Ballarat. Como no había ningún puente para cruzar el río Goulburn, el empresario irlandés Patrick Macguire creó un servicio de bateas para transportar a los viajeros a través del río, construyendo el primer edificio de la ciudad, la casa de bateas. Macguire vendió el edificio a John Hill en 1853, quien lo convirtió en un hotel, el Emu Bush Inn. Este asentamiento pronto se conoció como Macguire's Punt, nombre que mantendría hasta la década de 1870. En febrero de 1854 se abrió una oficina de correos, pero cerró en julio de ese mismo año.
El asentamiento fue medido por primera vez en 1855 por el topógrafo asistente J.G.W. Wilmot. Para entonces, además de Macguire's Punt, también se conocía como Sheppard town, Sheppardton y Shepparton. La oficina de correos volvió a abrir en mayo de 1858, y dos años después el Gobernador de Victoria declaró oficialmente a Shepparton como municipio el 24 de septiembre de 1860. Siguió siendo un pequeño asentamiento de media docena de edificios hasta la década de 1870, a pesar de que se añadieron una comisaría de policía, un almacén general, una herrería, una fundición y un salón público que sigue siendo el edificio más antiguo de la ciudad. El primer puente de Shepparton sobre el río Goulburn se completó en 1878 y se llamó Dainton's Bridge en honor a James Henry Dainton, el ingeniero jefe del puente. La primera iglesia, la de San Patricio, se inauguró en 1879.

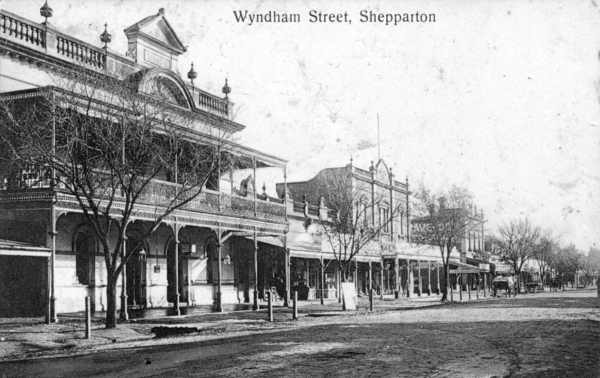
Wyndham Street, Shepparton, en 1908

El ferrocarril de Seymour llegó a la ciudad en 1880. Entre 1880 y 1888 se abrió un instituto de mecánica, ya que Shepparton se convirtió rápidamente en un importante centro de fabricación y servicios.
Durante el auge ferroviario de la época victoriana, las vías férreas se expandieron y, a finales de siglo, Shepparton era el centro de una gran red de ramales regionales en la línea ferroviaria Toolamba-Echuca, líneas que llevaban a Cobram, Nathalia, Dookie, Picola y Katamatite. Las industrias que se abastecían del ferrocarril contribuyeron a que Shepparton se convirtiera en una ciudad. Aunque estas líneas experimentaron un breve auge, casi todas ellas cerrarían posteriormente. El río Goulburn también se desarrolló como un centro de transporte secundario, con vapores de paletas y transbordadores que operaban en The Barges.
En la posguerra, la población de la ciudad prácticamente se triplicó, y la inmigración a la ciudad se convirtió en un factor importante, especialmente los inmigrantes de Italia. Durante el auge de la posguerra en los años 60 y 70, los sucesivos ayuntamientos iniciaron una campaña de progreso para modernizar la ciudad y muchos edificios antiguos fueron sustituidos por otros más nuevos. 

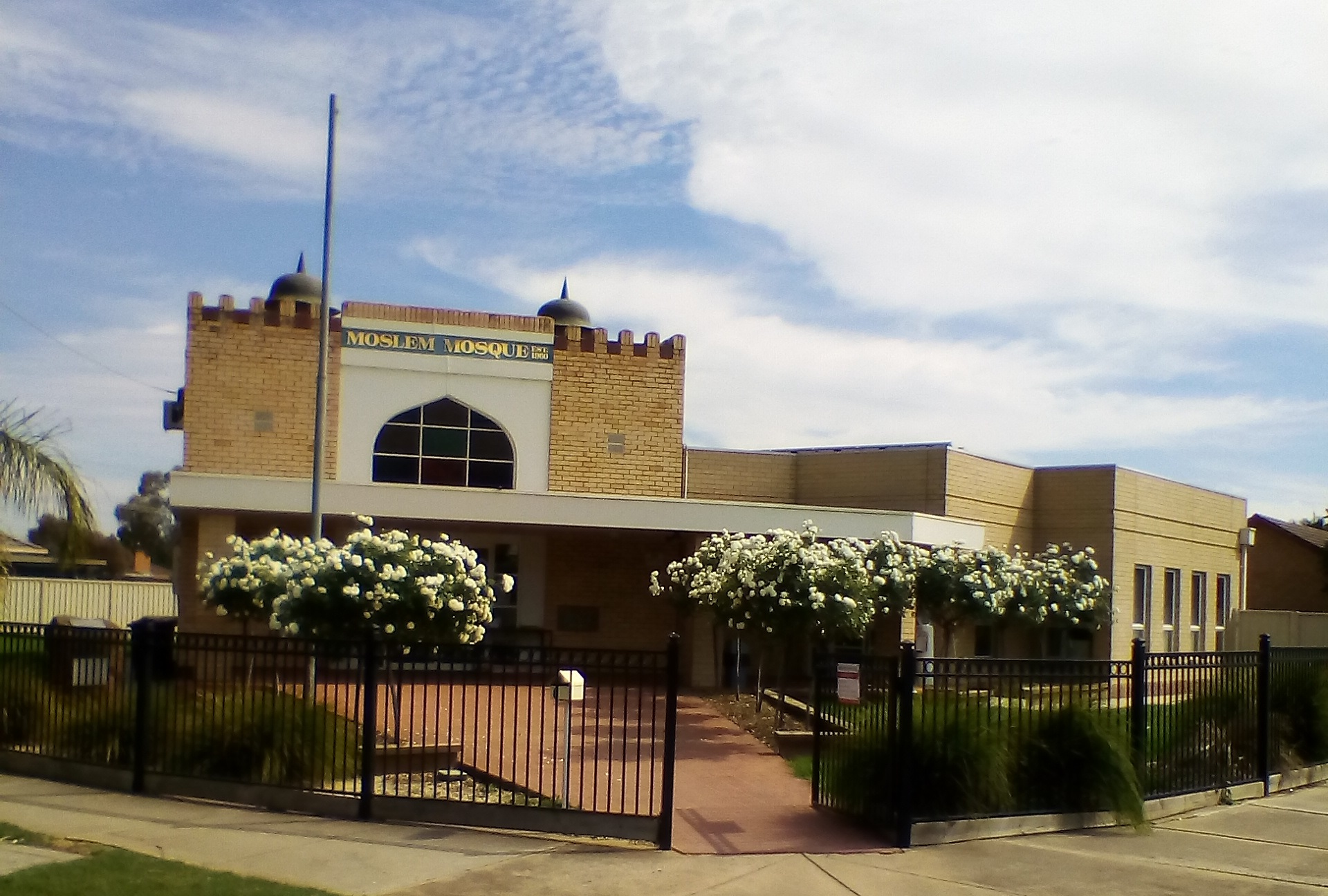
Mezquita Albana de Shepparton

Actualmente Shepparton alberga una comunidad musulmana multicultural que cuenta con unos 3.500 miembros (5,5%). Hay 4 mezquitas en la ciudad (chiitas: afganas, iraquíes; suníes: turcas, albanesas). La mezquita albanesa de Shepparton es la primera y más antigua mezquita de Victoria, construida (a finales de los años 50) por australianos de origen albanés cuya presencia local se remonta al periodo de entreguerras.

## Clima
| Parámetros climáticos promedio de Aeropuerto de Shepparton (1996–2022) | Parámetros climáticos promedio de Aeropuerto de Shepparton (1996–2022) | Parámetros climáticos promedio de Aeropuerto de Shepparton (1996–2022) | Parámetros climáticos promedio de Aeropuerto de Shepparton (1996–2022) | Parámetros climáticos promedio de Aeropuerto de Shepparton (1996–2022) | Parámetros climáticos promedio de Aeropuerto de Shepparton (1996–2022) | Parámetros climáticos promedio de Aeropuerto de Shepparton (1996–2022) | Parámetros climáticos promedio de Aeropuerto de Shepparton (1996–2022) | Parámetros climáticos promedio de Aeropuerto de Shepparton (1996–2022) | Parámetros climáticos promedio de Aeropuerto de Shepparton (1996–2022) | Parámetros climáticos promedio de Aeropuerto de Shepparton (1996–2022) | Parámetros climáticos promedio de Aeropuerto de Shepparton (1996–2022) | Parámetros climáticos promedio de Aeropuerto de Shepparton (1996–2022) | Parámetros climáticos promedio de Aeropuerto de Shepparton (1996–2022) |
| Mes                                                                    | Ene.                                                                   | Feb.                                                                   | Mar.                                                                   | Abr.                                                                   | May.                                                                   | Jun.                                                                   | Jul.                                                                   | Ago.                                                                   | Sep.                                                                   | Oct.                                                                   | Nov.                                                                   | Dic.                                                                   | Anual                                                                  |
| ---------------------------------------------------------------------- | ---------------------------------------------------------------------- | ---------------------------------------------------------------------- | ---------------------------------------------------------------------- | ---------------------------------------------------------------------- | ---------------------------------------------------------------------- | ---------------------------------------------------------------------- | ---------------------------------------------------------------------- | ---------------------------------------------------------------------- | ---------------------------------------------------------------------- | ---------------------------------------------------------------------- | ---------------------------------------------------------------------- | ---------------------------------------------------------------------- | ---------------------------------------------------------------------- |
| Temp. máx. abs. (°C)                                                   | 46.2                                                                   | 46.1                                                                   | 40.3                                                                   | 35.1                                                                   | 26.7                                                                   | 21.5                                                                   | 20.6                                                                   | 24.8                                                                   | 34.1                                                                   | 36.8                                                                   | 42.9                                                                   | 44.9                                                                   | '                                                                      |
| Temp. máx. media (°C)                                                  | 32.1                                                                   | 31.0                                                                   | 27.5                                                                   | 22.6                                                                   | 17.6                                                                   | 14.2                                                                   | 13.3                                                                   | 14.9                                                                   | 18.2                                                                   | 22.3                                                                   | 26.3                                                                   | 29.2                                                                   | 22.4                                                                   |
| Temp. mín. media (°C)                                                  | 15.5                                                                   | 15.1                                                                   | 12.5                                                                   | 8.6                                                                    | 5.6                                                                    | 3.7                                                                    | 3.4                                                                    | 3.7                                                                    | 5.4                                                                    | 7.5                                                                    | 10.8                                                                   | 13.0                                                                   | 8.7                                                                    |
| Temp. mín. abs. (°C)                                                   | 5.6                                                                    | 5.0                                                                    | 3.4                                                                    | -0.6                                                                   | -3.1                                                                   | -5.9                                                                   | -4.7                                                                   | -6.3                                                                   | -2.2                                                                   | -0.4                                                                   | 0.3                                                                    | 4.0                                                                    | '                                                                      |
| Precipitación total (mm)                                               | 30.0                                                                   | 34.0                                                                   | 32.5                                                                   | 35.4                                                                   | 34.3                                                                   | 38.8                                                                   | 42.0                                                                   | 44.8                                                                   | 36.4                                                                   | 30.9                                                                   | 45.7                                                                   | 31.9                                                                   | 436.7                                                                  |
| Días de precipitaciones (≥ 1 mm)                                       | 5.2                                                                    | 4.5                                                                    | 5.3                                                                    | 5.5                                                                    | 9.8                                                                    | 12.2                                                                   | 14.7                                                                   | 12.7                                                                   | 9.8                                                                    | 8.3                                                                    | 6.9                                                                    | 5.8                                                                    | 100.7                                                                  |
| Fuente: Bureau de Meteorología                                         |                                                                        |                                                                        |                                                                        |                                                                        |                                                                        |                                                                        |                                                                        |                                                                        |                                                                        |                                                                        |                                                                        |                                                                        |                                                                        |

## Economía

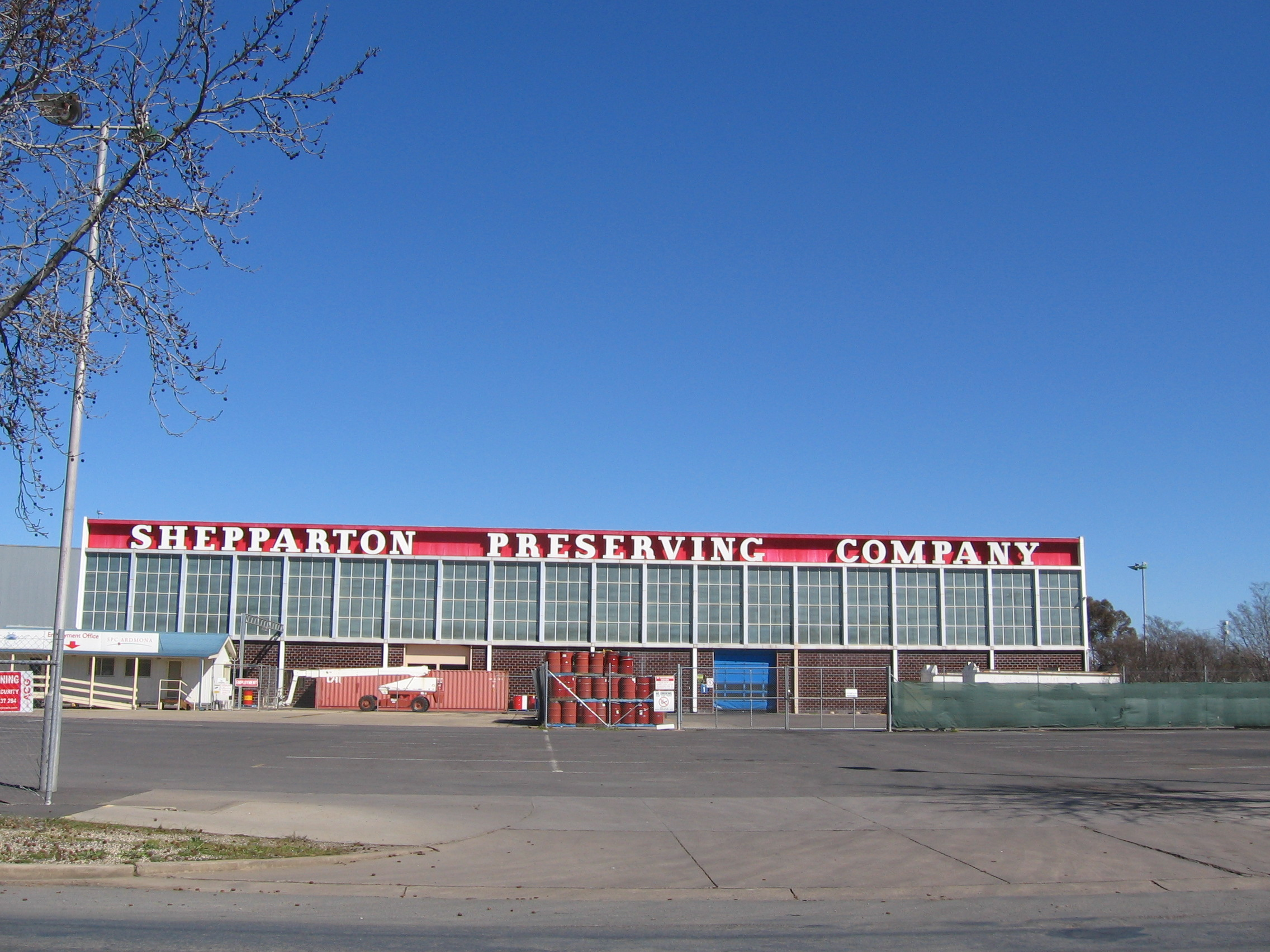
Factoría de SPC Ardmona

Las principales industrias de Shepparton son la agricultura y las manufacturas asociadas. El mayor procesador de frutas en conserva de Australia, SPC Ardmona, tiene una planta de producción en Shepparton. Las frutas de temporada, como los melocotones, las peras y los albaricoques, se conservan en diversos envases.
La industria manufacturera ha evolucionado para satisfacer las necesidades de los productores primarios locales.
Otros fabricantes importantes de la ciudad son Campbell Soup Company, Rubicon Water y Pental.
Shepparton es un importante centro comercial y de servicios regional para la zona del Gran Shepparton. Entre los principales minoristas de Shepparton se encuentran Target, Kmart, Harris Scarfe (antes Fairleys Department Store), Bunnings Warehouse, Rebel, The Reject Shop y Dimmeys.
Shepparton es un importante centro de infraestructuras y servicios cívicos. La mayoría de las instalaciones de respuesta a emergencias de la región se encuentran allí. La sede administrativa del Distrito 22 de la Autoridad de Bomberos del País (CFA) y una de las dos únicas Agencias de Rescate Independientes de Victoria se encuentran en Shepparton. El Escuadrón de Búsqueda y Rescate comenzó originalmente como una "Unidad de Buceo y Recuperación" que recuperaba bienes y personas perdidas en los ríos, lagos y vías fluviales de la región.